# Boeing YC-14
El Boeing YC-14 (Model 953) fue un avión de transporte militar táctico de despegue y aterrizajes cortos (STOL), birreactor. Fue la propuesta de Boeing en la competición Transporte Medio STOL Avanzado (Advanced Medium STOL Transport, AMST) de la Fuerza Aérea de los Estados Unidos, que buscaba reemplazar al Lockheed C-130 Hercules como transporte STOL táctico estándar de la misma. Aunque tanto el YC-14 como el otro contendiente el McDonnell Douglas YC-15 resultaron exitosos, ningún avión entró en producción. El proyecto AMST terminó en 1979 y fue reemplazado por el programa C-X.

## Diseño y desarrollo

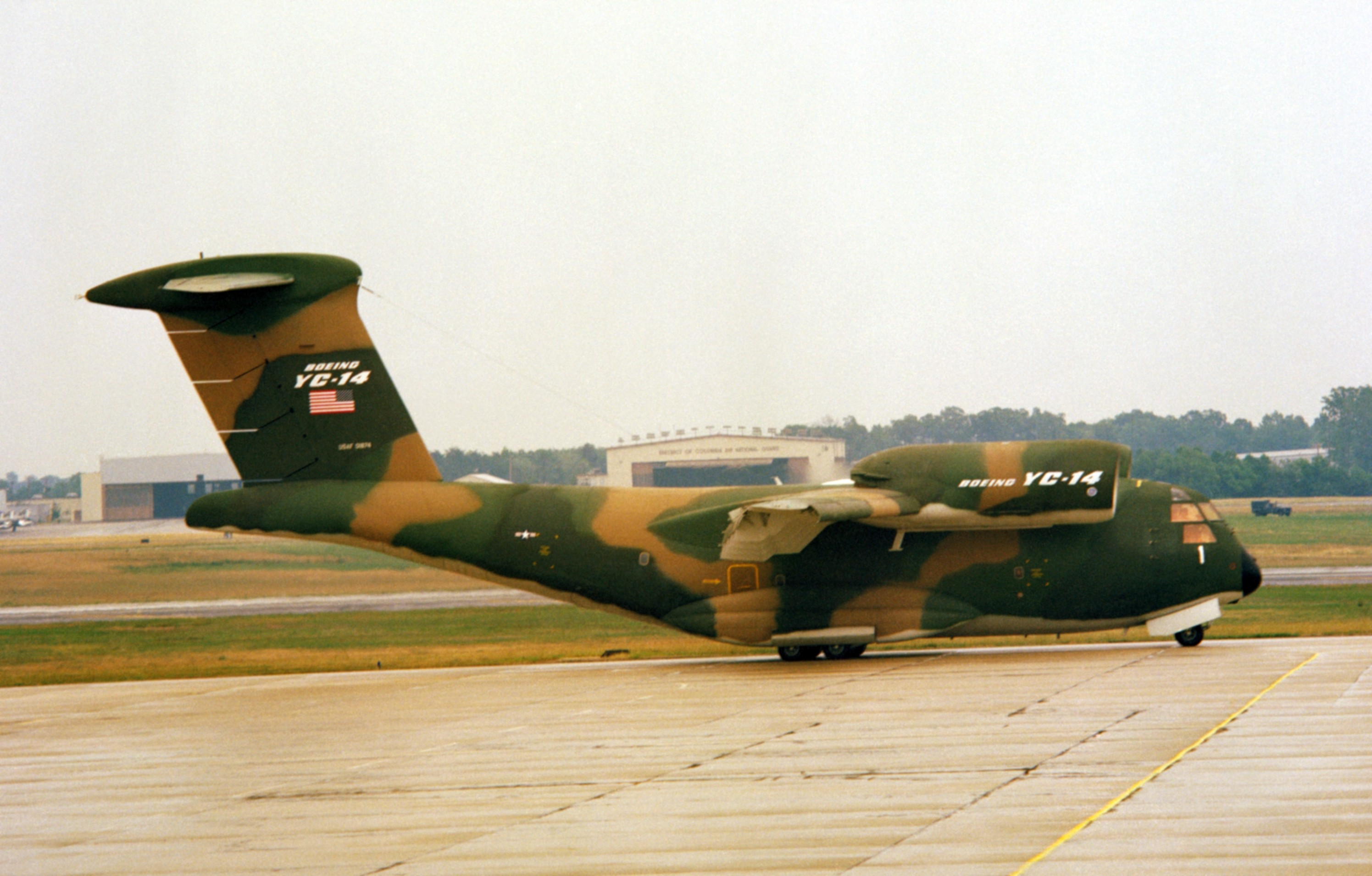
El 72-1874 con camuflaje, en la Base de la Fuerza Aérea Andrews, 1976.

A mitad de los años 70, la USAF comenzó un estudio, la Investigación del Avión Táctico (Tactical Aircraft Investigation, TAI), junto con Boeing, McDonnell Douglas y otras compañías, en la búsqueda de posibles diseños aeronáuticos de transporte táctico. Este estudio fue un precursor de lo que se convirtió en el programa Transporte Medio STOL Avanzado. Como parte de este programa, Boeing comenzó a investigar varias configuraciones de aviones de alta sustentación. Boeing había propuesto anteriormente un flap subalar soplado externamente para su competidor del Lockheed C-5 Galaxy, y le dio buen uso cuando modificó su propuesta perdedora en el Boeing 747. La compañía también había realizado estudios con el prototipo original del Boeing 707, el Boeing 367-80, añadiendo extensos dispositivos en los bordes de ataque y de salida que usaban flaps soplados. Para los estudios de la TAI, Boeing echó mano de nuevo de estos mecanismos, así como de nuevos mecanismos como el control de la capa límite. Sin embargo, ninguno de estos estudios de diseño fueron especialmente atractivos para Boeing.
Los ingenieros de Boeing tuvieron conocimiento de que la NASA había realizado una serie de estudios de "sustentación asistida" algún tiempo antes, incluyendo tanto flaps soplados externamente como soplado de superficie superior (upper-surface blowing, USB), una variación poco usual. En el sistema USB, el motor está dispuesto sobre la superficie superior del ala, soplando sobre los flaps. Cuando los flaps están bajados, el efecto Coandă hace que los gases del reactor se "peguen" a los flaps y se desvíen hacia el suelo. Se hicieron investigaciones adicionales sobre el concepto y se encontró que se habían realizado investigaciones de soplado de superficie superior de media envergadura en el túnel de 3,7 m de la NASA en Langley. Un examen de los resultados preliminares sugirió que el sistema era tan efectivo como cualquiera de los otros conceptos estudiados previamente. Boeing comenzó inmediatamente a construir modelos para túnel de viento para verificar los datos de la NASA con disposiciones más cercanas a sus propios diseños. Hacia el final de 1971 ya se estaban estudiando activamente varios modelos.
Otro proyecto de la NASA en el que estaban interesados los ingenieros fue el del perfil alar supercrítico, diseñado por Richard Whitcomb. El diseño supercrítico prometía reducir extensamente la resistencia transónica tanto como un ala en flecha en algunas situaciones. Esto permitía a un avión con tal ala tener una baja resistencia al mismo tiempo que una planta alar más adecuada para el vuelo a baja velocidad (las alas en flecha poseen características no deseables a baja velocidad). Adicionalmente, el diseño posee un radio del borde de ataque mayor que le hace particularmente idóneo en aplicaciones de alta sustentación a baja velocidad como un transporte. Boeing incorporó el concepto en su diseño, el primer avión no experimental en hacerlo.
La solicitud de propuestas (RFP) fue emitida en enero de 1972, solicitando operaciones en campos semipreparados de 610 m a 930 km, con una carga útil de 12 000 kg, en ambas direcciones sin repostaje. En comparación, el C-130 de aquella época requería alrededor de 1200 m para la misma carga. Cinco compañías presentaron diseños en esta etapa de la competición, Boeing con su Model 953 en marzo de 1972. En noviembre del mismo año se llevó a cabo la selección, y Boeing y McDonnell Douglas fueron agraciadas con contratos de desarrollo por dos prototipos cada una.
Las pruebas de túnel de viento continuaron durante este periodo. En noviembre, John K. Wimpress visitó de nuevo Langley buscando actualizaciones del propio programa USB de la NASA. Joe Johnson y Dudley Hammond le informaron de las pruebas y le mostraron datos que verificaban las prestaciones de alta sustentación que Boeing citaba en su propuesta. En diciembre de 1975, Boeing y el Centro de investigación de Langley habían acordado un contrato para construir una bancada USB a escala real, que Boeing fabricaría en sus instalaciones de pruebas de Tulalip, consistiendo en un ala a 1/4 de escala con un motor JT-15D y un fuselaje parcial. Langley se interesó particularmente en la tobera en "D" que dirigía el chorro de gases sobre la superficie superior del ala, así como en los niveles de ruido resultantes, en ese momento un objetivo principal en la investigación civil de aerodinámica de la NASA.
Se encontraron y corrigieron dos grandes problemas durante la realización de las pruebas. El primero fue con el aire circulante alrededor del ala cuando se operaba a baja velocidad cerca del suelo, que ejercía un serio efecto sobre la propagación del chorro a través de la tobera. Esto provocaba una separación del flujo cerca del flap, y un descenso de la efectividad del sistema USB. En respuesta, Boeing añadió una serie de generadores de vórtice en la superficie superior del ala, que se retraían cuando el flap estaba subido por encima de los 30°. Adicionalmente, las superficies de la cola fueron instaladas inicialmente muy atrás para maximizar la efectividad del control. Esta posición acabó interfiriendo con el flujo sobre las alas durante las operaciones USB, y se introdujo una nueva cola con un perfil más vertical para adelantar el elevador.

## Historia operacional

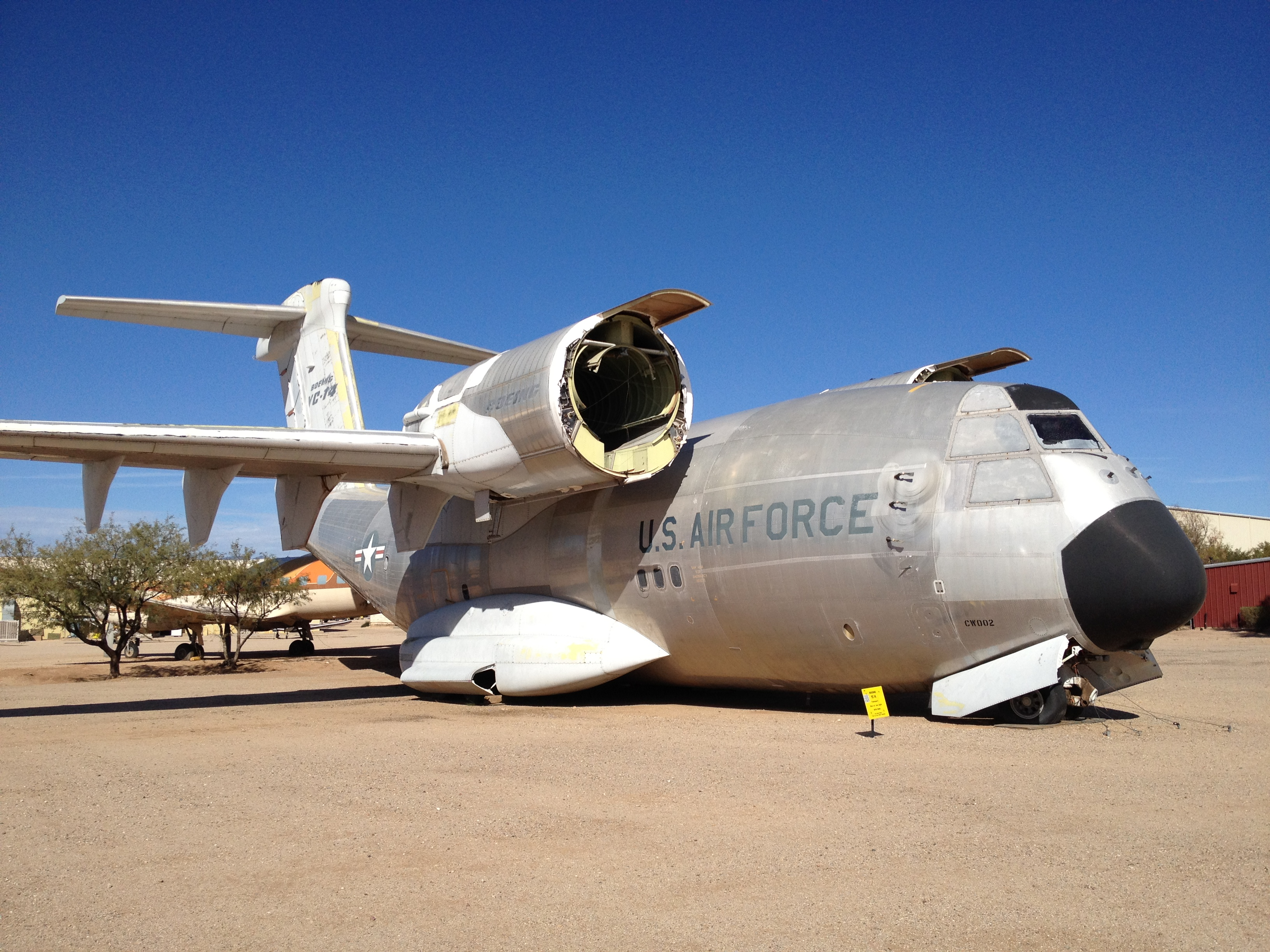
El primer YC-14 en exhibición en el Pima Air Museum.

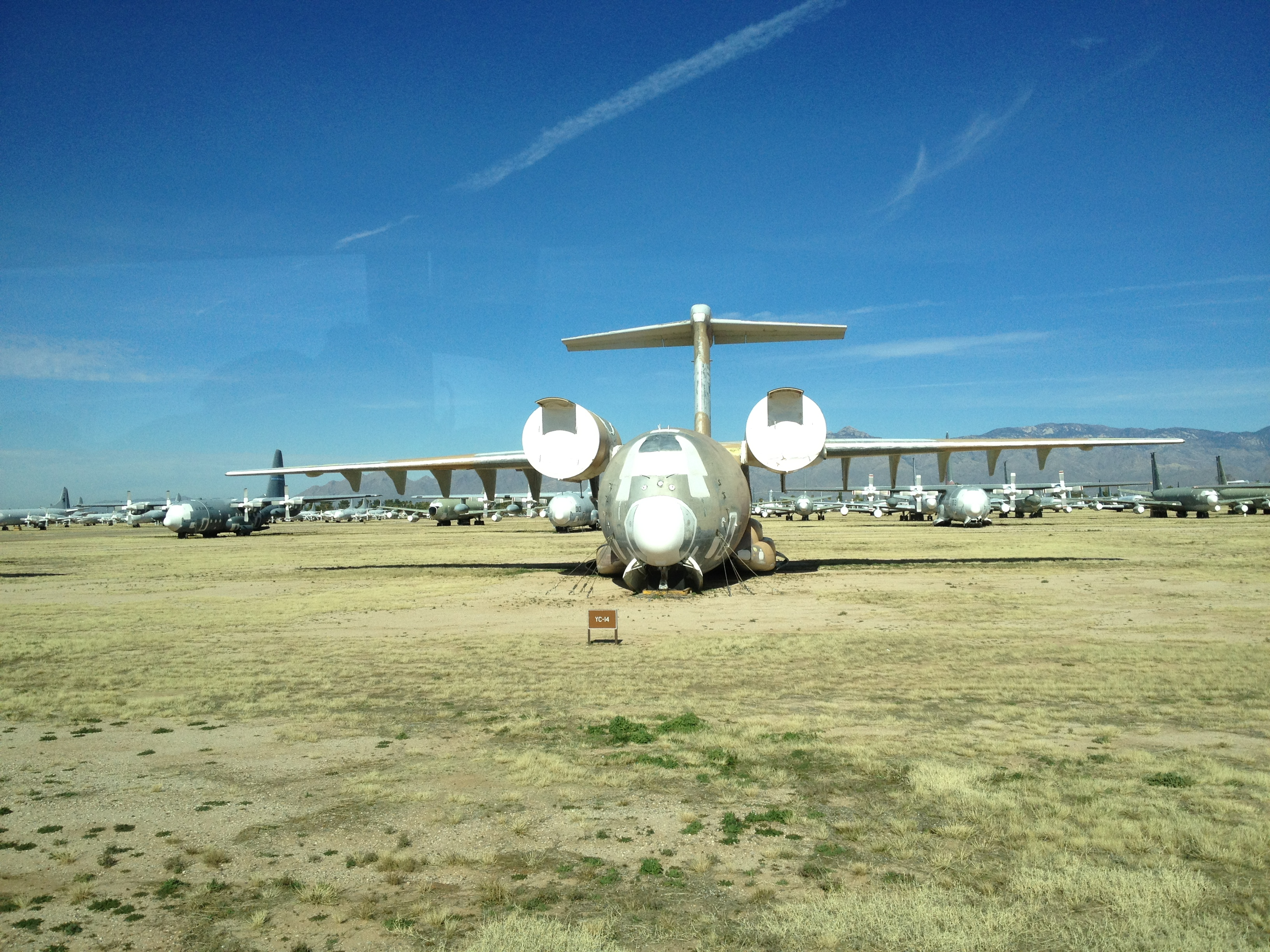
El segundo YC-14, almacenado en la Base de la Fuerza Aérea Davis-Monthan.

El primer Boeing YC-14 (matrícula 72-1873) voló el 9 de agosto de 1976. Se construyeron dos aviones, siendo el segundo el 72-1874. El rival YC-15 había comenzado los vuelos casi un año antes. Las pruebas de vuelo comparativas en la Base de Edwards de la Fuerza Aérea comenzaron a principios de noviembre de 1976. Durante las pruebas de vuelo, el YC-14 fue volado a velocidades tan bajas como 109 km/h y tan altas como Mach 0,78 a 11 600 m (38 000 pies). Sin embargo, se encontró que la resistencia del YC-14 era un 11% mayor que la prevista originalmente. Se desarrollaron modificaciones en pruebas de túnel de viento, que comprendieron la adición de generadores de vórtice en la parte superior trasera de las góndolas, la retirada del carenado del actuador de la puerta de la tobera, alteraciones en el extremo trasero de los contenedores del tren de aterrizaje y la adición de canalizadores en el fuselaje trasero, reduciendo su aumento de la resistencia a un 7%. El YC-14 también demostró la capacidad de llevar el carro de combate M60 Patton, lo que no se demostró con el YC-15.
A la finalización de las pruebas a finales del verano de 1977, los prototipos del YC-14 fueron devueltos a Boeing. Los aviones no fueron desguazados; uno está almacenado en el 309.º Grupo de Mantenimiento y Regeneración Aeroespacial (AMARG), localizado en la Base de la Fuerza Aérea Davis-Monthan, y el otro está en exhibición en el cercano Pima Air & Space Museum.
En este punto, las semillas de la desaparición del programa AMST ya se habían sembrado. En marzo de 1976, el Jefe del Estado Mayor de la Fuerza Aérea, el general David C. Jones pidió al Mando de Sistemas de la Fuerza Aérea que investigara si sería posible usar un único modelo del AMST para realizar ambas tareas de transporte aéreo estratégico y táctico, o, alternativamente, si sería posible desarrollar derivados convencionales del AMST para realizar la tarea del transporte aéreo estratégico. Esto condujo a una serie de estudios que básicamente exponían que tales modificaciones no eran sencillas, y requerirían grandes cambios en cualquier diseño para producir un avión mucho más grande.
Ambos YC-14 e YC-15 cubrieron o excedieron las especificaciones del AMST en la mayoría de condiciones. Sin embargo, la creciente importancia de la misión estratégica en contra de la táctica finalmente condujo al final del programa AMST en diciembre de 1979. En noviembre del mismo año se formó la Fuerza de Tareas C-X para desarrollar el requerido avión estratégico con capacidad táctica. El programa C-X seleccionó una propuesta de un YC-15 agrandado y modernizado que más tarde se desarrolló en el C-17 Globemaster III.
El soplado de superficie superior se mantiene como un concepto bastante raro en uso, y solo visto en unos pocos aviones, como el Antonov An-72.

## Supervivientes
- Avión 72-1873, el primero, está en exhibición en el Pima Air & Space Museum en Tucson, Arizona.[8]
- Avión 72-1874, el segundo, está almacenado en el cementerio del 309th AMARG en la Base de la Fuerza Aérea Davis-Monthan (32°10′19″N 110°50′51″O / 32.17184, -110.84743).

## Especificaciones
Referencia datos: Boeing Aircraft since 1916

### Características generales
- Tripulación: Tres
- Capacidad: 150 soldados o 31 400 kg (STOL: 12 300 kg)[2]
- Longitud: 40,1 m (131,7 ft)
- Envergadura: 39,3 m (129 ft)
- Altura: 14,7 m (48,4 ft)
- Superficie alar: 163,7 m² (1762,1 ft²)
- Peso vacío: 53 410 kg (117 715,6 lb)
- Peso máximo al despegue: 113 850 kg (despegue y aterrizaje convencionales), 77 270 kg (STOL)
- Planta motriz: 2× turbofán General Electric CF6-50D.
  - Empuje normal: 230 kN (23 453 kgf; 51 706 lbf) de empuje cada uno.

### Rendimiento
- Velocidad nunca excedida (Vne): 811 km/h (504 MPH; 438 kt)
- Velocidad crucero (Vc): 723 km/h (449 MPH; 390 kt)
- Alcance en ferry: 5136 km
- Techo de vuelo: 13 716 m (45 000 ft)
- Régimen de ascenso: 32,3 m/s (6348 ft/min)

## Aeronaves relacionadas

### Aeronaves similares
- McDonnell Douglas YC-15
- / Antonov An-72

### Secuencias de designación
- Secuencia Numérica (interna de Boeing): ← 479 - 701 - 818 - 953
- Secuencia C-_ (Aviones de Carga estadounidenses, 1962-presente): ← C-10 (II) - C-11 - C-12 - C-14 - C-15 - C-17 - C-18 →